# Desig en la pols
Desig en la pols (títol original: Lust in the Dust) és un western còmic de 1985 protagonitzat per Divine, Tab Hunter, Cesar Romero, i Lainie Kazan, i dirigit per Paul Bartel. Ha estat doblada al català.

## Argument
La noia del saló de ball Rosie Velez (Divine), perduda en el desert, és ajudada a salvar-se pel pistoler Abel Wood (Tab Hunter). En la ciutat de Chili Verde, al saloon de Marguerita Ventura (Lainie Kazan), la paraula d'un tresor d'or porta Abel a barallar-se amb el fora de la Llei Hard Case Williams (Geoffrey Lewis) i la seva colla.

## Repartiment
- Divine: Rosie Velez
- Tab Hunter: Abel Wood
- Lainie Kazan: Marguerita Ventura
- Cesar Romero: Pare Garcia
- Geoffrey Lewis: Hard Case Williams
- Henry Silva: Bernardo
- Courtney Gains: Dick Vermell Barker
- Gina Gallego: Ninfa
- Nedra Volz: Gran Ed
- Woody Strode: Blackman,
- Pedro Gonzalez Gonzalez: Mexicà
- Courtney Gains: Dick Vermell

## Producció
- John Waters va ser preguntat per dirigir, però va rebutjar, perquè no havia escrit el guió.
- Edith Massey va ser seleccionat pel paper la funció de Gran Ed, però va morir poc després de la seva prova de pantalla.
- El paper per Lainie Kazan era en principi assignat a Chita Rivera.

## Música
1. "Tarnished Tumbleweed" – Mike Stull
2. "These Lips Were Made for Kissin'" – Divine
3. "South of My Border"– Lainie Kazan

## Rebuda
La pel·lícula va tenir crítiques positives i un moderat èxit de recaptació.